# Rehoboth (Namibia)
Rehoboth è una cittadina della Namibia centrale. Si trova 90 km a sud della capitale Windhoek, a cui è collegata dalla B1, la principale arteria stradale del paese. Si trova su un altopiano caratterizzato da una scarsa piovosità, compensata dalla presenza di sorgenti d'acqua calda. Ha una popolazione di 21.378 persone (censimento del 2005).
Rehoboth è una città relativamente ricca e sviluppata; vi si trovano numerose scuole, un ospedale, una stazione di polizia e persino un tribunale. La maggioranza della popolazione è costituita dai Basters, una etnia di origine mista boera e africana, affine a quella dei cape coloured.

## Storia

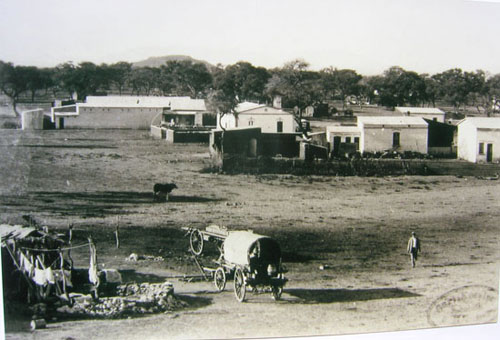
Rehoboth nel 1908

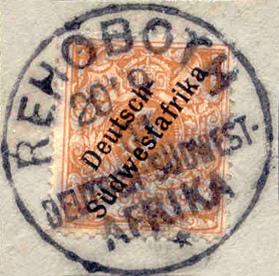
Francobolli per il tedesco Sud Africa occidentale timbro postale Rehoboth 1901

In tempi preistorici, l'area di Rehoboth era abitata dal popolo Nama, che la chiamavano !Anis, "fumo", con riferimento alla nebbia formata dalle sorgenti calde al mattino.
Nel 1845 venne fondata la prima missione dalla Società Missionaria Tedesca Renana. Fu il missionario Heinrich Kleinschmidt a scegliere il nome "Rehoboth" per la missione. La missione aveva lo scopo di evangelizzare i Nama, che però lasciarono Rehoboth nel 1864.
Nel 1870 giunsero a Rehoboth un gruppo di baster che stavano migrando dalla Colonia del Capo verso nord. La conferenza di pace di Okahandja del 23 settembre 1870 concesse ai baster di insediarsi nel territorio. La nuova comunità si sviluppò rapidamente, passando da 333 persone nel 1870 a 800 nel 1874 e 1500 nel 1885. Rehoboth divenne così il principale insediamento di etnia baster, tanto che il termine rehobother viene talvolta usato come sinonimo di baster.